# Morning Manic Music
Morning Manic Music è l'album di debutto solista del giornalista, produttore e voce storica della radio italiana Ernesto De Pascale. L'album è stato pubblicato nel 2007 dall'etichetta discografica Il Popolo del Blues ed è distribuito in Italia da Materiali Sonori.

## La storia
Morning Manic Music  non è esattamente un debutto per De Pascale:  il suo primo disco risale al 1982 con i Lightshine, la band che condusse alla finale de “Il Rock Italiano Mette i Denti” vinto quell'anno dai Litfiba mentre alla guida della successiva, Hypnodance, realizzò 4 dischi fra il 1984 e il 1990.
Il nome di Ernesto De Pascale appare su numerosi album della musica italiana dell'ultimo quarto di secolo: a partire dai seminali Siberia e Tre Volte Lacrime dei Diaframma, il musicista e produttore ha firmato i lavori in studio di artisti quali Assalti Frontali, Aeroplani Italiani, Steve Piccolo dei Lounge Lizard, Massimo Altomare, Articolo 31 e di nomi meno noti come Strange Fruit, Ridillo, Dennis & the Jets, Graziano Romani e molti altri ancora.
A livello internazionale ha lavorato con artisti quali Dr John, The Memphis Horns, Solomon Burke, Michael Toles della Isaac Hayes Band, Louisiana Red, Zeena Parkins ( Bjork), Elliott Sharp, Jono Manson e con gli inglesi James Taylor, Brian Auger, Ashley Hutchins dei Fairport Convention, Ken Nicol degli Steeleye Span, Clive Bunker dei Jethro Tull, Peter Zorn della Richard Thompson Band.

## I musicisti
L'album vede la partecipazione di numerosi musicisti e ospiti, sia italiani che stranieri. 
Ospiti alla chitarra ci sono Ken Nicol (chitarrista solista e ritmico, oggi con Steeleye Span e Albion Band ma con alle spalle dieci anni di vita musicale vissuta a Los Angeles) e Kevin Trainor della Jono Manson Band.
Su uno dei brani prende parte a violino, pianoforte e arrangiamento degli archi Joe Broughton (già con la Albion Band).
Per costruire le fondamenta di Morning Manic Music, De Pascale è invece tornato alle origini, nelle cantine del rock fiorentino, reclutando la sezione ritmica degli Underfloor, trio messosi in luce grazie al concorso per band emergenti “Rock Contest” dell'emittente Controradio (manifestazione di cui Ernesto De Pascale è presidente di giuria). Accompagnano De Pascale Lorenzo Desiati alla batteria e Guido Melis al basso, quest'ultimo anche tecnico presso lo studio Plastic Sun dove è stato registrato il disco.
La giovane Giulia Nuti, giornalista e musicista, suona la viola in quasi tutti i brani. Sono fiorentini anche Francesco Bottai de La Macchina Ossuta (già collaboratore degli Articolo 31), Matteo Urro degli Underfloor, Gianni Rosati alla pedal steel guitar e Paolo Giorgi, background vocalist in tutto l'album (entrambi già con Lightshine ed assieme ad Ernesto dal 1976). Si aggiungono alla lista anche i romani Francesco Gazzara ( ex Hypnodance) all'organo Hammond e il musicologo Stefano Pogelli.

## Tracklist
1. Alive
2. Blackpool Babylon
3. About a Girl
4. It's Tomorrow
5. Lost Hollywood
6. I'm only playing the game
7. Endless Flight
8. There will always be a light
9. Till morning comes

- Scritto, arrangiato e prodotto da Ernesto De Pascale
- Registrato da Guido Melis e Lorenzo Desiati al Plastic Sun Studio, Firenze.
- Mixato da Lorenzo Desiati ed Ernesto De Pascale al Plastic Sun Studio, Firenze.
- Masterizzato da Warwick Pilmer e Ken Nicol al Clipstore studio, Leeds, Inghilterra.

## Dettagli sui brani
Le nove canzoni che compongono Morning Manic Music sono tutte scritte a ridosso della pubblicazione dell'album (2007).
- Alive è il dialogo fra un angelo che accudisce una città e un suo abitante e rimanda agli “Angeli del Fango”, i giovani che aiutarono Firenze a risollevarsi dall'alluvione del 1966.
- Blackpool Babylon descrive ironicamente gli abitanti della Rimini del North England, giocatori accaniti di Bingo.
- About a Girl and a Boy è la storia di un realistico incontro fra una ragazza e un ragazzo di due generazioni differenti a confronto.
- It's tomorrow è una esortazione al positivismo e alla rinascita in un mondo sempre più opprimente ed è nata nei vicoli di Parigi.
- Lost Hollywood è una mini suite ispirata al decadimento della città degli Angeli, una metropoli che scivola ogni giorno di più verso l'Oceano Pacifico.
- I'm Only Playing The Game è un invito a giocare la partita della vita a testa alta, senza secondi fini.
- Endless Flight, di Giulia Nuti, è una osservazione di New York City, città amata e a lungo vissuta da Ernesto de Pascale
- There will always be a Light tratta il tema dei maestri di vita ed è a loro intimamente rivolta.
- ’Till Morning Comes mette a nudo i pensieri dell'autore che ripercorre le strade londinesi a lui care, calpestate la prima volta all'età di 15 anni.